# David Alfaro Siqueiros
David Alfaro Siqueiros (Santa Rosalía de Camargo, Chihuahua; 29 de diciembre de 1896 - Cuernavaca; 6 de enero de 1974) fue un pintor, escritor, diplomático, activista y militar mexicano. Es considerado uno de los tres grandes exponentes del muralismo mexicano junto con Diego Rivera y José Clemente Orozco.

## Infancia y adolescencia
Siqueiros nacio en Santa Rosalía, hoy Camargo, Chihuahua, el 29 de diciembre de 1896.  Su padre, Cipriano Alfaro Palomino, era abogado, y su madre, Teresa Siqueiros Feldman, ama de casa. 
Después de la muerte de su madre, su padre lo llevó a vivir a Irapuato, Guanajuato, donde realizó sus primeros estudios bajo la vigilancia de sus abuelos Antonio Alfaro Sierra "El Siete Filos " y Eusebia Palomino de Alfaro, quienes dejaron una gran huella en su formación y en la de sus hermanos como lo narra él mismo en su autobiografía póstuma titulada "Me llamaban el Coronelazo".
En septiembre de 1910 se encontraba en la Ciudad de México durante las fiestas del Centenario de la Independencia de México, cuando gritó un muera al entonces dictador Porfirio Díaz, en la avenida Hidalgo, lo que provocó que un elegantísimo cochero lo azotara, iniciando una pelea. Al morir su abuela, Siqueiros y sus hermanos se mudaron a la Ciudad de México, donde fueron internados en escuelas maristas. Tiempo después, en 1911 ingresó a la Escuela Nacional Preparatoria, y por las noches asistía a la Academia de San Carlos. En 1911, cuando solo tenía quince años de edad, se vio involucrado en una huelga estudiantil en la Academia de San Carlos que protestaba contra el método de enseñanza de la escuela y urgía la destitución del director Antonio Rivas Mercado. Sus protestas, con el tiempo, transformaron al establecimiento en una «academia al aire libre» en  Santa Anita, donde no pudo completar sus estudios por haber participado en una protesta estudiantil.

## Juventud artística y primeros trabajos
A los dieciocho años de edad, Siqueiros y varios de sus colegas de la Escuela de Bellas Artes se unieron al Ejército Constitucionalista de Venustiano Carranza por iniciativa de su maestro Gerardo Murillo conocido bajo el pseudónimo "Dr. Atl" para luchar contra el gobierno de Victoriano Huerta. Cuando Huerta cayó en 1914, Siqueiros se afianzó en la lucha interna posrevolucionaria, pues el Ejército Constitucionalista tuvo que combatir las facciones políticas de Pancho Villa y Emiliano Zapata, opuestas a Carranza. Sus viajes militares por todo el país le expusieron a la cultura mexicana. Después de que las fuerzas de Carranza tomaran el control del país, Siqueiros regresó brevemente a la Ciudad de México para pintar antes de viajar a Europa en 1919. Primero en París, absorbió la influencia del cubismo, intrigado en particular con Cézanne y el uso de grandes bloques de color intenso. Estando allí, conoció a Diego Rivera, otro pintor mexicano de «los tres grandes» justo al comienzo de una carrera legendaria en el muralismo, y viajó con él por Italia estudiando a los grandes pintores al fresco del Renacimiento.
Aunque muchos han señalado que la carrera artística de Siqueiros se vio con frecuencia «interrumpida» por su activismo político, el propio Siqueiros declaró en varias ocasiones que su activismo político alimentaba su arte. En 1921, publicó en Barcelona, España, la revista Vida Americana donde presentó un manifiesto titulado "Tres llamamientos de orientación actual a los pintores y escultores de la nueva generación," en el que escribe sobre las propuestas artísticas que tenía pensadas y que creía convenientes para los artistas de América. Para entonces, Siqueiros ya había estado expuesto al marxismo y había visto la vida cotidiana de los pobres. En Una nueva dirección para la nueva generación de pintores y escultores americanos, pidió una «renovación espiritual» al tiempo que el regreso de las virtudes de la pintura clásica, mientras infundía este estilo con «nuevos valores» que reconocían la «máquina moderna» y los «aspectos contemporáneos de la vida cotidiana». El manifiesto también reivindicaba que un «espíritu constructivo» es esencial para un arte con sentido, que se alza por encima de la mera decoración o temas falsos o fantásticos. A través de este estilo, Siqueiros tenía la esperanza de crear un estilo que enlazara el arte nacional con el universal. En su obra, así como en su escritura, buscaba un realismo social que aclamara a los pueblos proletarios de México y el mundo al mismo tiempo que evitaba los clichés del «primitivismo» y el «indianismo» a la moda.
En 1922, regresó a la Ciudad de México para trabajar como muralista para el gobierno revolucionario de Álvaro Obregón. El entonces secretario de Educación Pública, José Vasconcelos, se impuso la misión de educar a las masas a través del arte público, y contrató a decenas de artistas y escritores para erigir una cultura mexicana moderna. Siqueiros, Rivera y José Clemente Orozco trabajaron juntos con Vasconcelos, quien apoyó el movimiento muralista encargándoles obras para edificios destacados en la Ciudad de México. Aun así, los artistas trabajando en la Escuela Nacional Preparatoria se dieron cuenta de que muchas de sus primeras obras carecían de la naturaleza «pública» visionada en su ideología, mientras trabajaban en los murales eran agredidos constantemente por los alumnos, razón por la cual pintaban con una pistola en la cintura para disuadir a los estudiantes. El cronista Salvador Novo desde las páginas del periódico El Universal denigraba constantemente la labor de los muralistas. En 1923, Siqueiros ayudó a fundar el Sindicato de Pintores, Escultores y Grabadores Mexicanos Revolucionarios, que afrontaba el problema de amplio acceso público a través del periódico sindical, El Machete. Ese año, el periódico publicó -«para los proletarios del mundo»- un manifiesto, que Siqueiros ayudó a redactar, sobre la necesidad de un arte «colectivo», que serviría como «propaganda ideológica» para educar a las masas y derrotar a los burgueses, a los individualistas, etcétera.
En 1923, Siqueiros pintó su famoso y colosal mural Entierro del obrero sacrificado en el hueco de la escalera del Colegio Chico de San Ildefonso. El fresco representa a mujeres indígenas lamentándose sobre un ataúd, decorado con una hoz y un martillo. Sin embargo, conforme el sindicato se fue haciendo más crítico con el gobierno revolucionario, que no había instituido las reformas prometidas, sus miembros se enfrentaron a nuevas amenazas de ver cortados los fondos que financiaban su arte y el periódico. Se produjo una disputa interna en el sindicato sobre si dejar de publicar El Machete o perder el apoyo financiero a los murales, lo que dejó a Siqueiros en primer plano, pues Rivera abandonó en protesta por la decisión de mantener la política por encima de las oportunidades artísticas. A pesar de ser despedido de su puesto docente en el Departamento de Educación en 1925, Siqueiros permaneció hondamente implicado en actividades laborales, en el sindicato así como en el Partido Comunista Mexicano, hasta que fue encarcelado y, con el tiempo, padeció el exilio, a principios de los años 30.

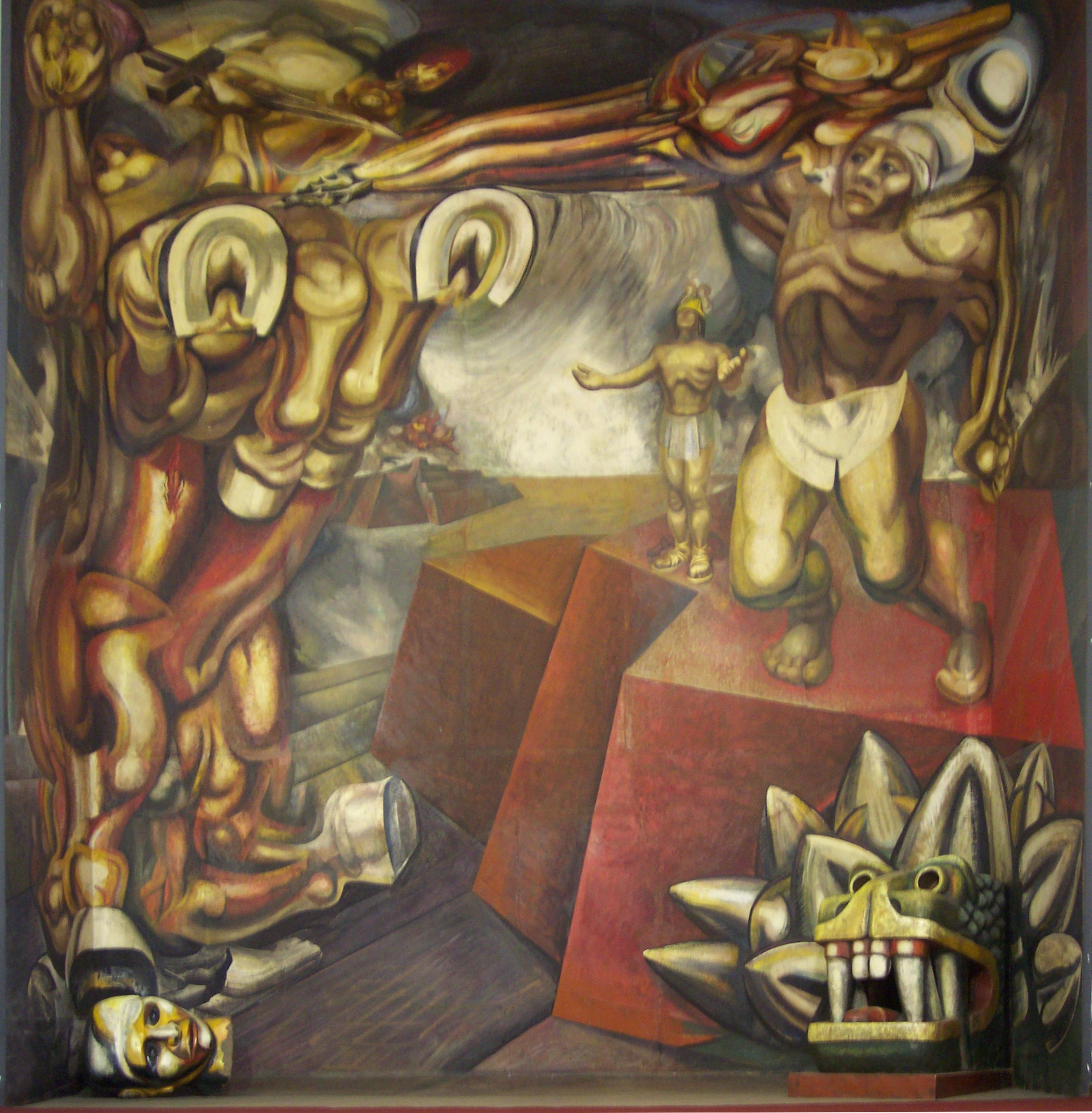
Mural de David Alfaro Siqueiros, en el Tecpan.

A principios de los años treinta, incluyendo el tiempo que pasó en la prisión mexicana de Palacio de Lecumberri, Siqueiros produjo una serie de litografías de tema político, muchas de las cuales se expusieron en los Estados Unidos. Su litografía Cabeza se mostró en la exposición de 1930 «Artistas mexicanos y artistas de la escuela mexicana» en los estudios Delphic de Nueva York. En 1932, celebró una exposición y conferencia titulada «Rectificaciones sobre el muralismo mexicano» en la galería del casino español en Taxco, México.
Poco después, viajó a Nueva York, donde participó en la exposición de la galería Weyhe titulada «Arte gráfico mexicano». Con un grupo de estudiantes, también completó un mural, conocido a veces como América tropical, en 1932 en la Sala Italiana de Olvera Street en Los Ángeles. Otros murales pintados en 1932 en Los Ángeles fueron Mitin en la Calle y Retrato actual de la Ciudad de México.
Al año siguiente, en la Argentina, realiza el mural Ejercicio plástico, en el sótano de la casa de Natalio Botana, director del mítico diario Crítica en el cual Siqueiros fue columnista durante más de un año. El mismo ha sido restaurado tras su recuperación, y se encuentra en lo que fue la Aduana de Taylor, y se inauguró, en el 2010, en el marco de los festejos por el bicentenario del comienzo de las luchas independentistas argentinas, que corresponde al Museo del Bicentenario.[cita requerida]
De regreso a Nueva York en 1936, fue invitado de honor de la exposición de Arte Contemporáneo en la galería St. Regis. Allí también llevó un taller de arte político en preparación de la Huelga General de 1936 por la Paz y desfile del May Day. El joven Jackson Pollock y su hermano Sande Pollock acudieron al taller y ayudaron a construir carrozas para el desfile. Otro de sus pupilos en talleres experimentales fue Óscar Quiñones. Siguió produciendo varias obras a lo largo del final de los años treinta, como Eco de un grito (1937) y El suspiro (El sollozo) (1939), ambos actualmente en el Museo de Arte Moderno de Nueva York.
Siqueiros también llevó a cabo una serie de talleres de arte experimental para estudiantes estadounidenses.[cita requerida]

## Comunismo y rebelión
- Durante su etapa como estudiante participó en la huelga estudiantil de 1911 en la Academia San Carlos, y de 1911 a 1913 estuvo en la Escuela al Aire Libre.
- En 1921 publicó la revista Vida Americana desde Barcelona, la cual contenía su "Manifiesto para los Artistas de América".
- En marzo de 1924 fundó el periódico El Machete, publicación oficial del Sindicato de Obreros, Técnicos, Pintores y Escritores junto con Diego Rivera, José Clemente Orozco, Xavier Guerrero, entre otros.
- Luego de la protesta del 1.º de mayo de 1930 fue encarcelado por un año (sería encarcelado 6 veces más a lo largo de su vida).
- En 1932 organizó, junto con Diego Rivera, el Sindicato de Pintores, Escultores y Grabadores Revolucionarios.
- En 1933 escribió "Un llamamiento a las Plásticas Argentinas." en el diario Voz Crítica (Buenos Aires).[13]
- De 1936 a 1939 luchó como voluntario en la guerra civil española donde fue comandante de unas brigadas.[14]
- En 1936 fundó la Escuela Experimental Siqueiros (Siqueiros Experimental Workshop) en Nueva York.
- El 24 de mayo de 1940 participó un atentado contra León Trotski, liderado por el cuñado del pintor, Leopoldo Arenal Bastar. Con la complicidad de Shelton Harte, guardaespaldas de Trotski, penetró en la casa donde residía en el barrio de Coyoacán acompañado de veinte hombres. Realizaron más de cien disparos. Fue herido de bala el nieto de Trotski[15] y posteriormente los atacantes ajusticiaron a Harte de un tiro en la cabeza.[16][17]
- En 1941 partió a Chile exiliado debido al atentado contra León Trotski. Volvió a su país en 1944.
- En 1948 pinta el mural de "Maclovio Herrera", del que se conserva un estudio titulado "Cabeza De Caballo"
- Estuvo presente en Egipto en 1956, cuando Gamal Abdel Nasser nacionalizó el Canal de Suez.
- En 1960 fue encarcelado de nuevo por organizar luchas estudiantiles de izquierda. Recibió el indulto en 1964.
- Fue militante del Partido Comunista Mexicano hasta su muerte.

## Madurez artística

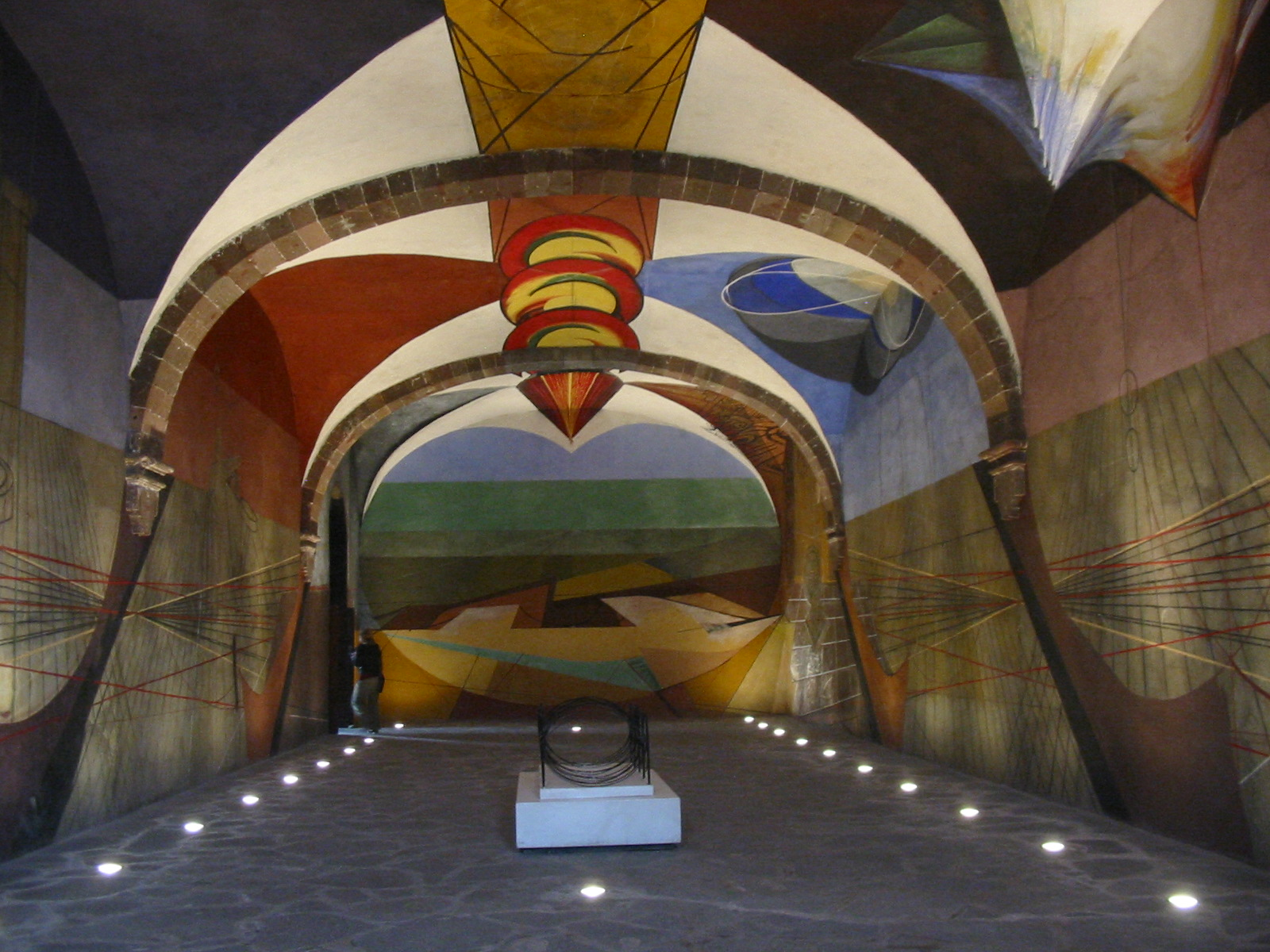
Mural, en San Miguel de Allende, Guanajuato.

Debido al atentado contra León Trotski, se exilió gracias a la ayuda de su amigo el cónsul chileno Pablo Neruda en Chile durante 1941. En la ciudad de Chillán pintó el mural Muerte al invasor. En 1944, emigró a Cuba, donde pintó Alegoría de la igualdad racial en Cuba.
En 1946 Siqueiros regresó a la Ciudad de México y pintó en la ex aduana de Santo Domingo, hoy Secretaria de Educación Pública su mural Patricios y Patricidas. En su casa realizó el mural Cuauhtémoc contra el mito y más tarde pintó en el Palacio de Bellas Artes el tríptico Nueva Democracia. En 1947 realizó el famoso lienzo titulado Nuestra imagen actual.
En 1948 inició un taller de muralismo en la Escuela de Bellas Artes de Guanajuato en San Miguel de Allende. Ahí inició un mural a Ignacio Allende el cual dejó inconcluso debido al cierre de la escuela y la falta de recursos.
En 1952 inició el proyecto de los murales en la Universidad Nacional Autónoma de México (UNAM), el cual estaría compuesto por tres "escultopinturas". De estos tres murales solo se terminó uno: El pueblo a la Universidad y la Universidad al pueblo el cual fue realizado en 1952, e inaugurado en 1956 dentro de las instalaciones de la UNAM en Ciudad Universitaria. Se encuentra en los muros de la Rectoría junto con otras dos obras del mismo artista Las fechas de la historia de México y Nuevo Emblema Universitario. Está hecho de teselas de vidrio opaco de la marca Mosaicos Venecianos y es considerada como uno de los íconos del arte del mosaico mexicano. Representa a cinco estudiantes subiendo por unas escalares, llevando en las manos objetos representativos de los conocimientos adquiridos en la universidad. Se dirigen de vuelta hacia el pueblo cargados de nuevas ideas que aplicar. Tiene colores opacos en gran parte tonalidades de café y anaranjado.
En 1960 terminó el mural en el Castillo de Chapultepec titulado Del Porfirismo a la Revolución. Ese año, el 9 de agosto fue perseguido, aprehendido y acusado de disolución social, dado que Siqueiros era el presidente del "Comité de Presos Políticos y la Defensa de Libertades Democráticas".
Fue encarcelado cuatro años en Lecumberri. Durante esa estancia, realizó numerosos bocetos para el proyecto de la decoración del Hotel Casino de la Selva, propiedad de Manuel Suárez y Suárez.
En 1966 recibió el Premio Lenin de la Paz y ese mismo año recibió el Premio Nacional de Bellas Artes de México. En 1968 terminó el mural La historia del teatro en la Asociación Nacional de Actores (ANDA).

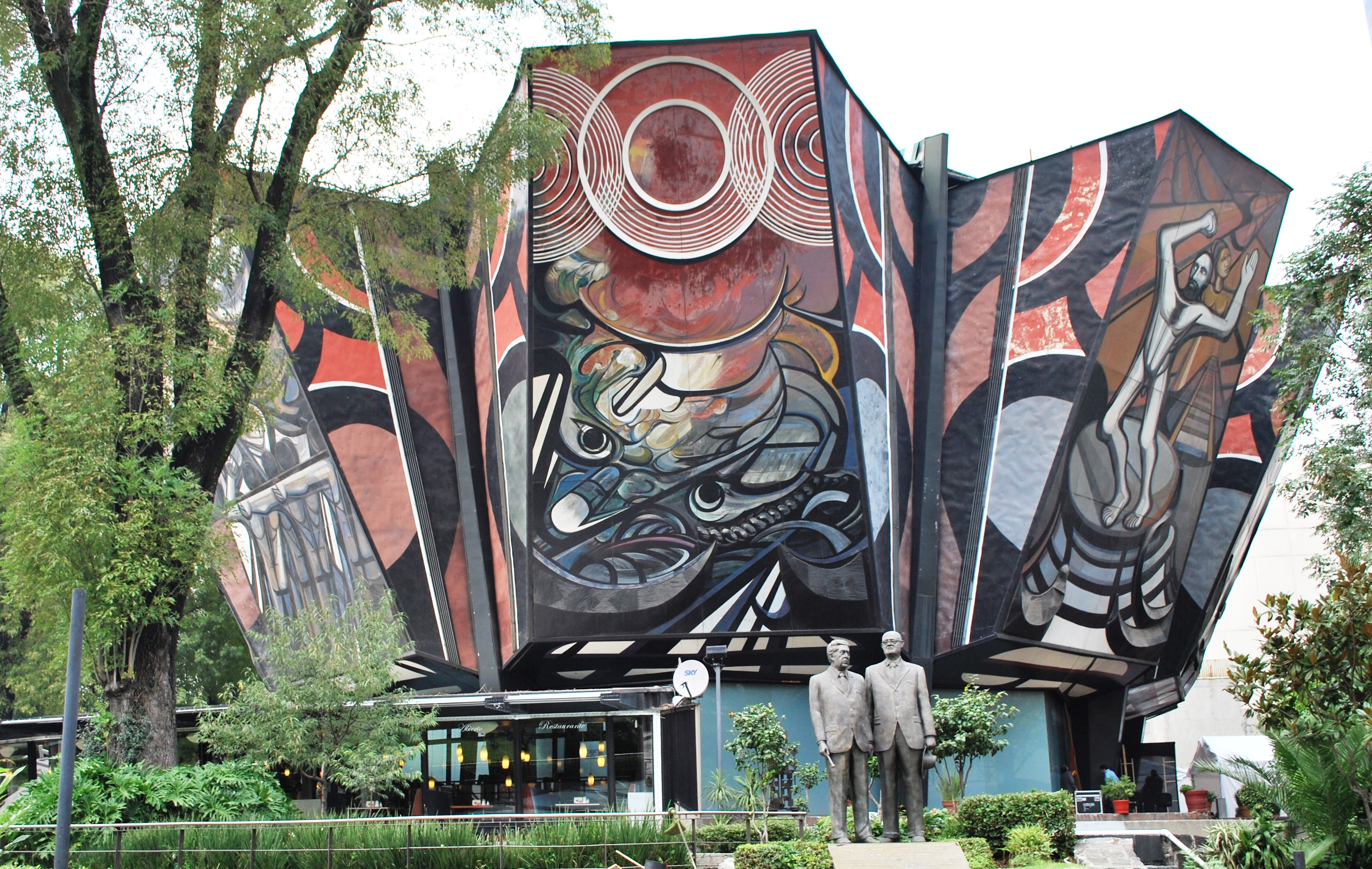

## Polyforum Cultural Siqueiros

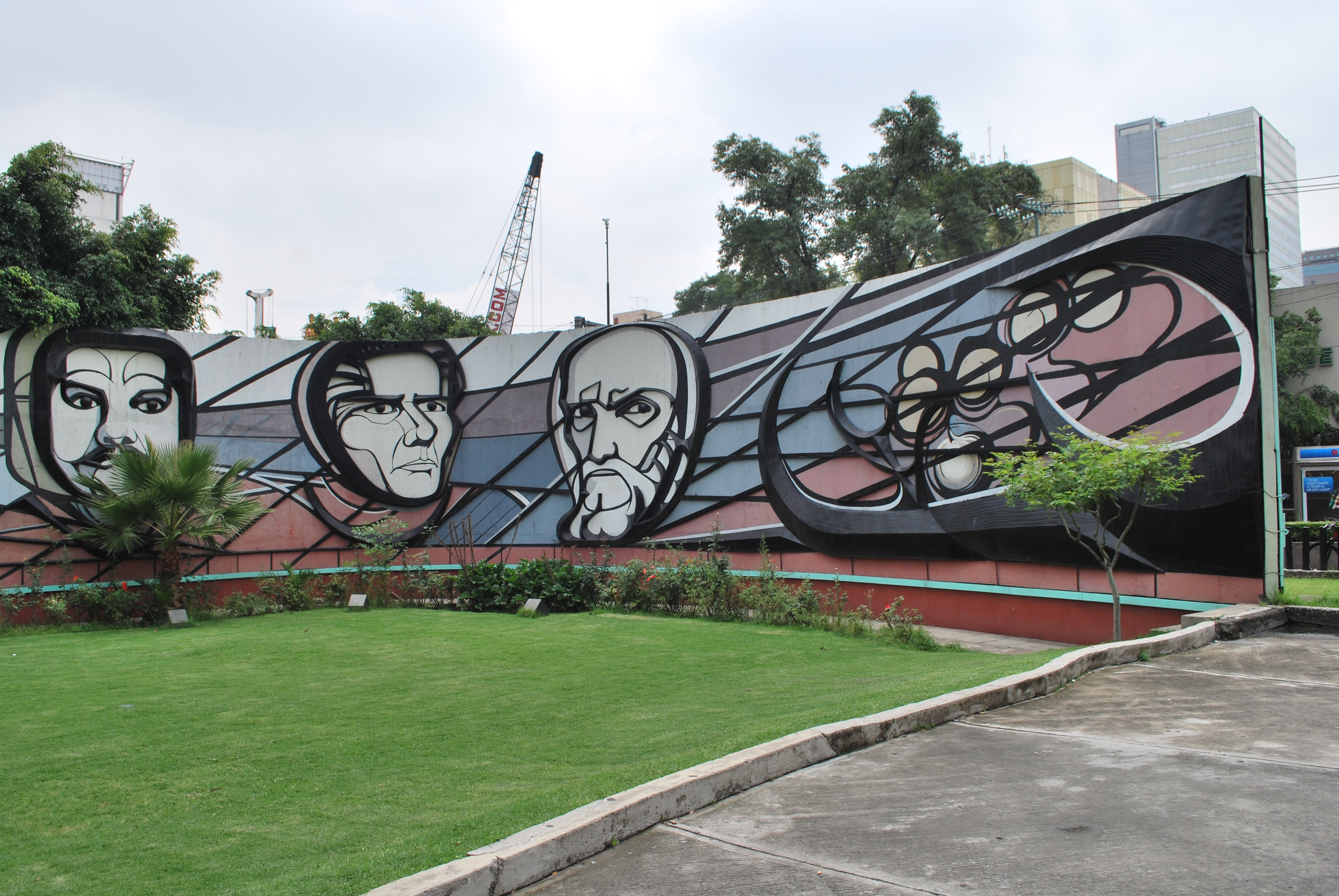
Vista de la pared exterior, al aire libre.

El 13 de julio de 1964, Siqueiros salió de la prisión y reunió un equipo de artistas nacionales e internacionales para realizar el mural que decoraría la Sala de Convenciones del Hotel Casino de la Selva con el apoyo de Manuel Suárez y Suárez. Entre sus discípulos se encontraban: Luis Arenal Bastar, Mario Orozco Rivera, Guillermo Ceniceros, Enrique Estrada, Artemio Sepúlveda, Jorge Flores, Gilberto Iriarte y Electa Arenal Huerta, (sobrina de Siqueiros), quien perdería la vida el 10 de junio de 1969 al sufrir un accidente pintando en el polyforum. Electa también participó en la creación del mural del Castillo de Chapultepec.
Debido a sus dimensiones dicho proyecto fue trasladado a la Ciudad de México para poder ser admirado por el mayor número de personas posibles. El mural realizó diversos viajes promocionales a Europa y Estados Unidos en compañía de Manuel Suárez y Suárez. Resaltando la exposición en el Grand Palais de París, Francia. Finalmente, el Polyforum Cultural Siqueiros y su mural La Marcha de la Humanidad fueron inaugurados el 15 de diciembre de 1971 por el presidente Luis Echeverría Álvarez.

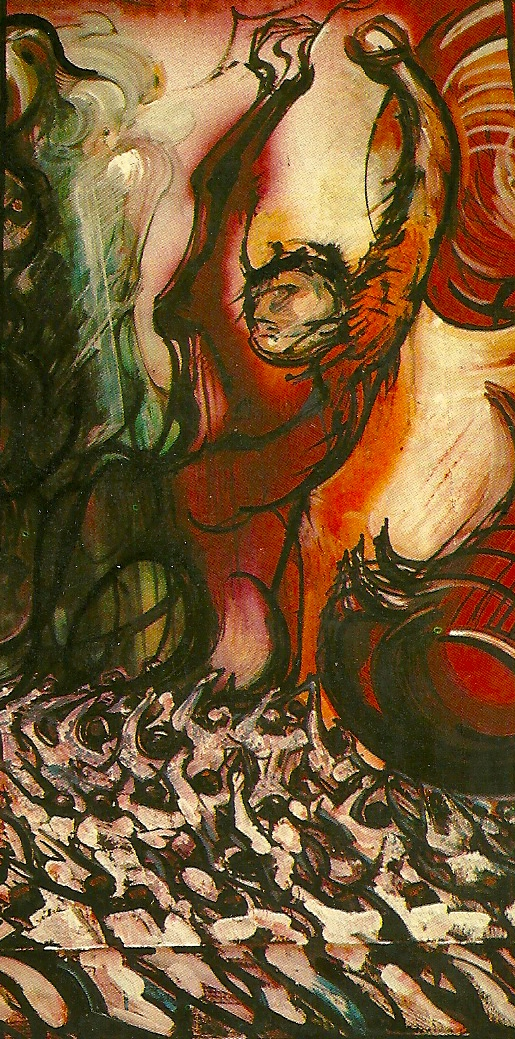
Fragmento del mural La Marcha de la Humanidad

## Taller Siqueiros
Su discípulo más sobresaliente sin duda fue el pintor Jackson Pollock y después en la calle de Venus en Cuernavaca Morelos se creó La Tallera fue en palabras de Siqueiros “llevar a la realidad una idea que desde 1920 teníamos Diego Rivera y yo, es decir la creación de un verdadero taller de muralismo donde se ensayaran nuevas técnicas de pinturas, materiales, aspectos geométricos, perspectivas, etc.”
Fue quizá, el primer taller para el muralismo en el mundo. “Un taller – decía Siqueiros – grande, inmenso, lleno de máquinas, con andamios supermóviles, con laboratorios para probar la química y la durabilidad de los colores, con materiales plásticos en abundancia, sin el sufrimiento de la limitación, con un departamento de fotografía, con cámaras fílmicas, con todo, todo lo que necesita un pintor muralista, hasta con los elementos y accesorios para penetrar en el escabroso campo de la dinámica de los colores y la relatividad de las formas geométricas en el espacio activo”. Será algo así como un inmenso granero, con luz de arriba, pero sin puertas. Para llegar a él haríamos un paso subterráneo. Nadie sabría su objetivo.
La idea se llevó a cabo, cuando responde al contrato inicial de Don Manuel Suárez y Suárez de producir 18 cuadros murales de trece y medio por cuatro metros para decorar la sala de congresos del Hotel Casino de la Selva en Cuernavaca. Posteriormente Siqueiros entra a la cárcel, ahí concibió la idea de realizar, en vez de los cuadros, un mural de extraordinarias proporciones. En su celda pinta 200 cuadros aproximadamente, que habrían de servir a la temática del mural. En éstos plasmó a escala una porción de la obra.

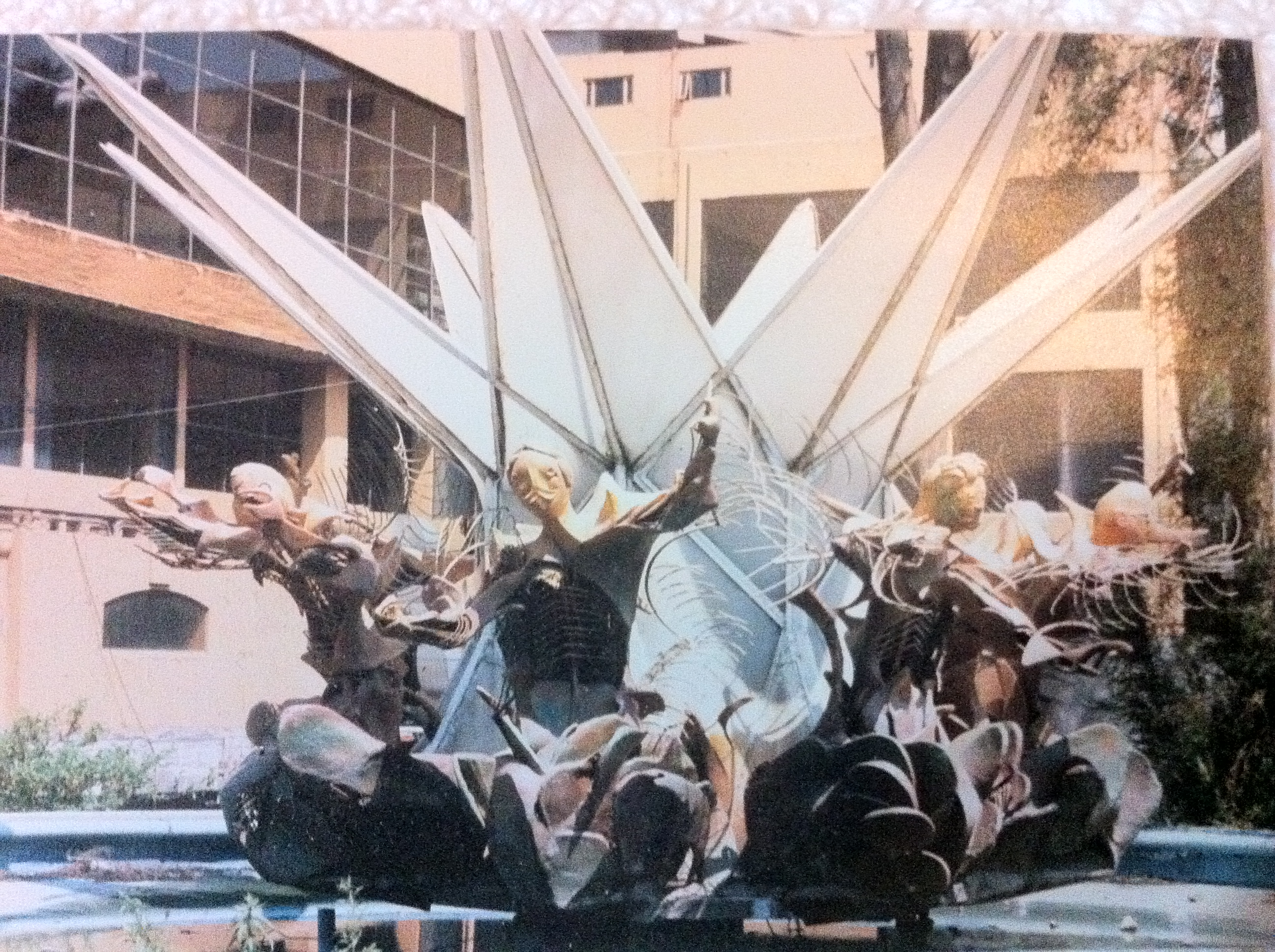
Mario Orozco Rivera

## Obra
Su obra se enmarca en el grupo de pintores y muralistas mexicanos, junto a Diego Rivera y José Clemente Orozco. Estos muralistas expresionistas anticiparon las tendencias neorrepresentativas o neoicónicas que se dieron hacia 1960.
Sus frescos en exteriores se dedicaron a temas revolucionarios y sociales, para inspirar a las clases bajas.

### Estilo
Su forma de pintar era esquemática. Siqueiros intentaba encontrar un dinamismo en la figura para crear movimiento. Siempre buscaba teorías para experimentar en ellas.
Una de las formas en las que Siqueiros creaba movimiento era pintando con diversas líneas, a modo de boceto. Normalmente, estos trazos son negros y gruesos.
En el Porfirismo a la Revolución, Siqueiros puso a prueba una de sus teorías donde tuvo que pintar a los guerrilleros en una pared transversal de modo que desde el centro, se viera un grupo como si solo fuese una pared y no tres.
Sus pinturas llenas de color, representan figuras con emociones intensas, como en El martirio de Cuauhtémoc.

### Murales

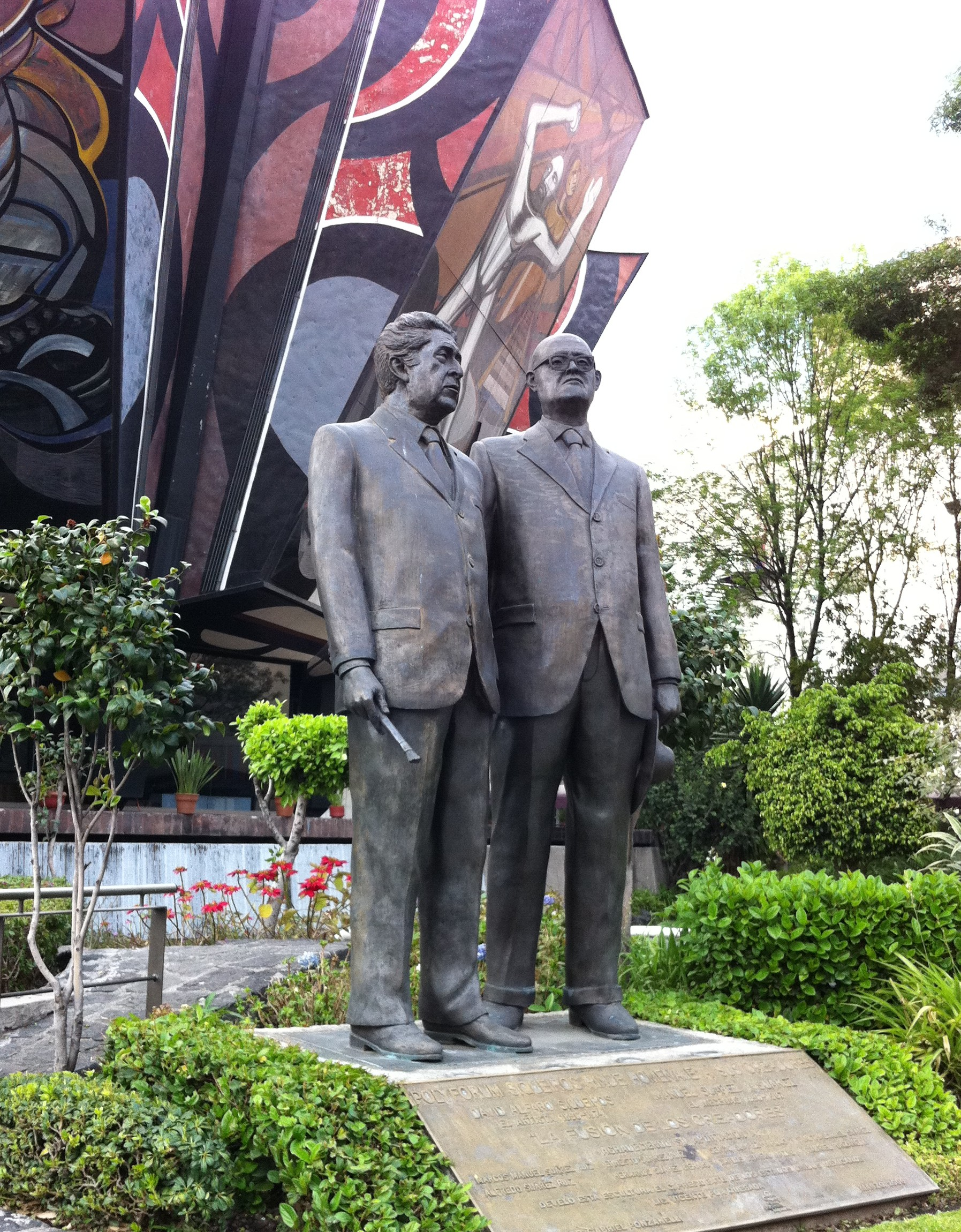
Escultura Don Manuel Suárez y Siqueiros

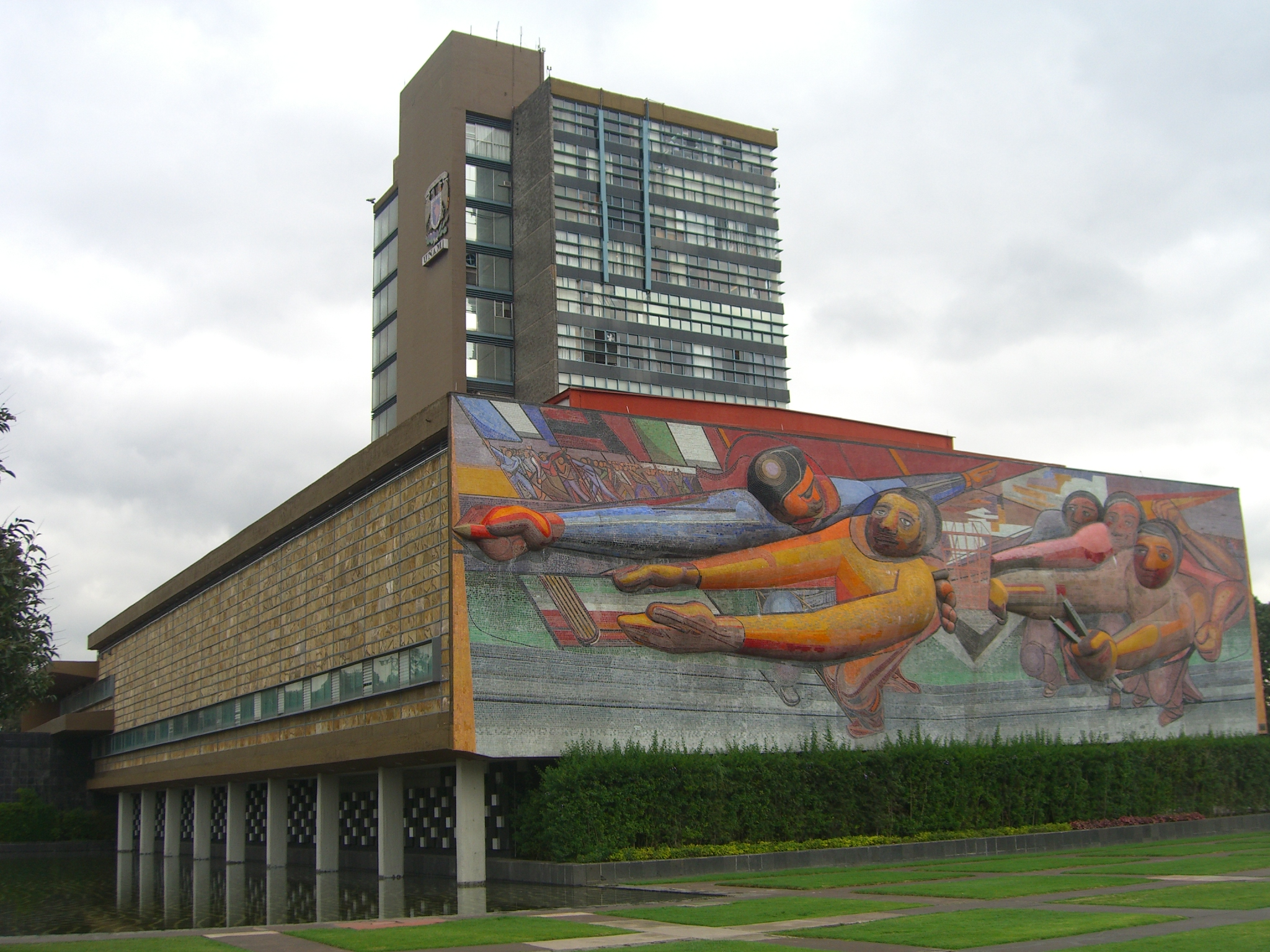
Mural "El pueblo a la Universidad y la Universidad al pueblo" en la Universidad Nacional Autónoma de México.

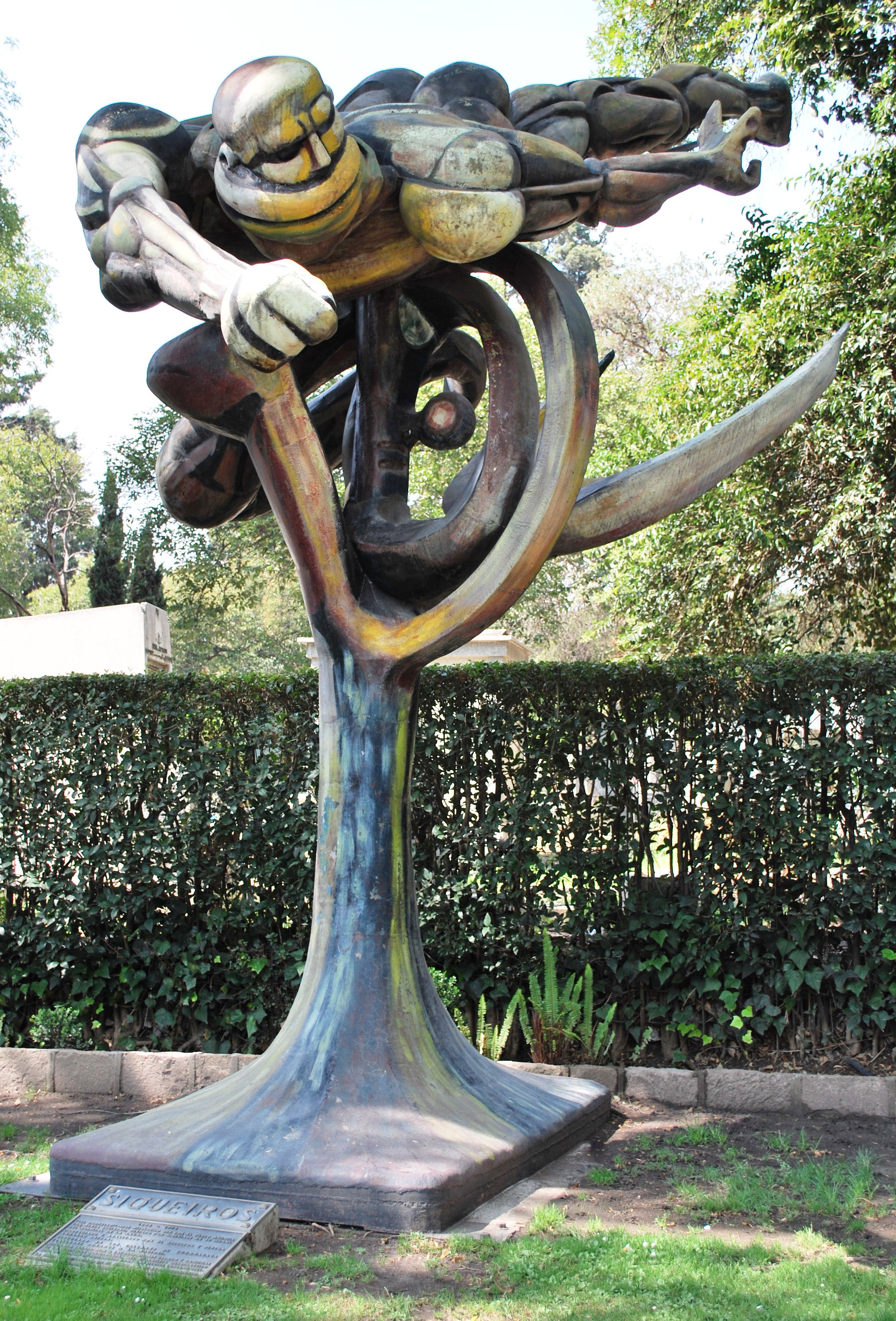
Sepulcro de David Alfaro Siqueiros en la Rotonda de las Personas Ilustres.

El edificio Tecpan aloja actualmente el mural Cuauhtémoc contra el mito de 1944. Esta constituye la primera obra plástica mixta del autor en la que combina pinturas modernas y soportes de madera, masonite y esculturas hechas por Luis Arenal Bastar. A través de la perspectiva tridimensional Siqueiros intenta recrear el movimiento de las figuras. A la derecha y en primer plano está Cuauhtémoc empuñando las armas y oponiéndose a la destrucción de su civilización a manos de los conquistadores españoles, estos últimos son representados como centauros cuyas fuerzas son la religión y las armas de fuego (arriba e izquierda). Debajo de las patas del caballo está la cabeza de un indígena decapitado y de frente aparece Quetzalcóatl como símbolo del desarrollo milenario del México prehispánico. Al centro, Moctezuma II implora desconcertado a los dioses que le expliquen por qué el supuesto regreso de Quetzalcóatl (en la figura de Córtes) implicó la caída de su imperio, apreciándose al fondo los templos incendiados.
David Alfaro Siqueiros falleció en Cuernavaca, Morelos, el 6 de enero de 1974 en compañía de Angélica Arenal Bastar, quien fuera su inseparable compañera desde la guerra civil española. Su cuerpo fue inhumado en la Rotonda de las Personas Ilustres. Días antes de su muerte, Siqueiros donó su casa en Polanco al pueblo de México que, desde 1969 la había dedicado a Salas de Arte Público y al Museo de Composición de Pintura Mural.
Su pérdida causó un profundo pesar en aquellos artistas latinoamericanos que se identificaron con su arte social, entre ellos, el Dr. Teodoro Núñez Ureta: 

La muerte de Siqueiros nos detiene de golpe en medio de la calle. Nos sorprende a todos. No importa que hasta ese día muchos no supieran de él ni de sus sueños. ¿Siqueiros? Siqueiros. Desde la calle hacemos un recuento. Años malos estos. Primero Matisse, luego Picasso, Casals, Neruda. Y ahora Siqueiros. Vemos que todos ellos alcanzaron los 70, los 90 años. Que todos son ejemplos gloriosos de la cultura que aun estamos viviendo. Viejos geniales que parecerían estar de acuerdo para morirse juntos. Y de pronto comprendemos que no es por casualidad que así sucede. Estos hombres, durante 70, 90 años fueron actores principales del último drama. Y el drama ha terminado...

## La obra mural de Siqueiros: características, técnicas y ubicación (1922-1971)
1922-1924
- Los elementos. Pintado a la encáustica, en un techo abovedado de la Escuela Nacional Preparatoria (Colegio Chico, San Ildefonso 43, Ciudad de México).[25]
- Entierro del obrero sacrificado.[18]
- El llamado a la libertad, fresco.[18]

1932
- Un mitin obrero. Fresco sobre cemento armado. Pintado con aerógrafo. Instituto de Arte Chouinard, muro exterior (destruido).[18]
- La América tropical. Fresco sobre cemento armado. Plaza ArtCenter, Los Ángeles. Muro exterior (restaurado).[26]
- Retrato actual de México. Inicialmente, se llamó Entregamiento a la burguesía mexicana surgida de la Revolución en manos del imperialismo. Residencia del director de cine estadounidense Dudley Murphy, Santa Bárbara, California, Estados Unidos, pintado al fresco en tres tableros de 16 m².[27]

1933
- Ejercicio plástico. Casa de campo de Natalio Botana, en Don Torcuato, cerca de Buenos Aires, Argentina. Local en forma de túnel, pintado al fresco sobre cemento negro, con aerógrafo. Colaboraron los artistas argentinos Lino Eneas Spilimbergo, Enrique Lázaro, Juan Carlos Castagnino, Antonio Berni y el cineasta Leon Klimovsky. La modelo fue Blanca Luz Brum, su pareja por ese entonces.[28]

1939
- Retrato de la burguesía. Sindicato Mexicano de Electricistas, Antonio Caso 45, Ciudad de México. Paredes y techo de la escalera: 100 m², piroxilina sobre aplanado de cemento aplicado con aerógrafo y brochas. Colaboraron el cartelista y pintor español José Renan, los pintores españoles Antonio Rodríguez Luna y Miguel Prieto y los mexicanos Antonio Pujol, Luis Arenal, Fanny Rabel y Roberto Berdecio.[29]

1941- 1942
- Muerte al invasor. Biblioteca de la Escuela México, en Chillán, Chile. Dos muros frontales de 8 x 5 m cada uno y un techo de 160 m² que Siqueiros unió eliminando los ángulos rectos en una superficie sin solución de continuidad. Pintado a la piroxilina, sobre bastidores de masonite y celotex, con la colaboración del alemán Erwin Werner, el colombiano Alipio Jaramillo y los chilenos Luis Vargas Rosas, Camilo Mori y Gregorio de la Fuente.[30]

1943
- Alegoría de la igualdad y confraternidad de las razas blanca y negra en Cuba. Mural de 40 m², hoy destruido, del cual se reproduce una foto y fragmentos en Siqueiros, libro editado por el INBA en 1951.[31]
- El nuevo día de la democracia. Tablero móvil de 7,5 m² hecho para el Hotel Sevilla Baltimore de La Habana, Cuba. Hoy se encuentra en el Museo Nacional de Bellas Artes (Cuba). Pintado a la piroxilina sobre masonite.[18]

1944
- Cuauhtémoc contra el mito. Concluido para una casa particular, de la señora Arenal, en la calle Sonora 9, en la Ciudad de México, y trasladado más tarde al edificio Tecpan, en Tlatelolco, donde se halla desde entonces. Mide 75 m² y está pintado a la piroxilina sobre tela, celotex y triplay. A este mural se le agregaron dos pequeñas esculturas policromadas de Luis Arenal.[32]

1945
- Nueva democracia, víctima de la guerra y víctima del fascismo. Un tablero central de 54 m² y dos laterales separados, cada uno de 4 x 4,6 m. Piroxilina sobre tela y celotex. Palacio de Bellas Artes, Ciudad de México.[33]

1945 - 1966
- Patricios y patricidas. Exaduana de Santo Domingo, República de Brasil 31, Ciudad de México. Paredes laterales y bóveda de la escalera central, 400 m² de superficie. La unión de la bóveda con la pared se logra en forma cóncava por medio de planchas comprimidas recubiertas con tela de vidrio y pintadas con acrílico.[34]

1949
- Monumento al capitán General Ignacio Allende. Escuela de Bellas Artes del Exconvento de Santa Rosa, San Miguel Allende, Guanajuato. Sala de 17 x 7 m con plafón abovedado. Trazado para un curso de pintura mural, quedó interrumpido. Vinelita sobre aplanado de cemento.[35]

1951
- Cuauhtémoc redivivo y Tormento de Cuauhtémoc. Palacio de Bellas Artes, Ciudad de México. Dos tableros transportables de 8 x 5 m cada uno. Piroxilina sobre celotex.[36][37]

1952
- El hombre amo y no esclavo de la técnica. Instituto Politécnico Nacional, Escuela Nacional de Ciencias Biológicas. Prolongación de la calle Manuel Carpio. Tablero alargado y relativamente angosto, con la parte superior cóncava de 72 m² de superficie. Piroxilina sobre lámina de aluminio.[38]

1953
- Velocidad. Fábrica Automex, avenida Lago Alberto 320, Ciudad de México. Esculto-pintura, realizada en la fachada del edificio y recubierta parcialmente con azulejos y mosaico de vidrio, de 22,5 m² de superficie.[39]

1952 - 1954
- Por una seguridad social y para todos los mexicanos. Hospital de Zona N.º 1 del Instituto Mexicano del Seguro Social (Hospital de La Raza), calzada Vallejo y avenida Insurgentes. El arquitecto Enrique Yáñez, teniendo en cuenta la concepción siqueriana de una plástica integral, realizó el vestíbulo del foro sin ángulos rectos que interrumpieran la continuidad entre las paredes y el techo abovedado. Gracias a ello, el mural es continuo, extendiéndose de una pared a la otra y de estas al techo, sin romper la unidad. Como técnica, Siqueiros utilizó la piroxilina y la vinilita sobre bastidores de celotex.[40]

1952 - 1956
- El pueblo a la universidad, la universidad al pueblo. Ciudad Universitaria, Ciudad de México. Relieve en un panel saliente del edificio de la Rectoría, de 304,15 m², realizado en cemento y recubierto con mosaico de vidrio.
- El derecho a la cultura. En el mismo edificio (lado norte); vinilita sobre concreto, con una superficie de 250 m².
- Nuevo símbolo universitario. De 150 m², también vinilita sobre concreto.

1953
- Excomunión y fusilamiento de Hidalgo. Universidad Nicolaíta, Morelia, Michoacán. Tablero transportable de 16 m². Piroxilina sobre masonite.[41]

1958
- Apología de la futura victoria de la ciencia médica sobre el cáncer. Pabellón de Oncología del Centro Médico Nacional Siglo XXI, avenida Baja California y avenida Cuauhtémoc. Vestíbulo de 70 m². Acrílico sobre tela plástica y triplay.[42]

1957 - 1966
- Del Porfiriato a la Revolución o La Revolución contra la dictadura porfirista. Museo Nacional de Historia, Castillo de Chapultepec, Ciudad de México. Sala con dos pequeños muros perpendiculares a las paredes frontales, cuyos murales cubren una superficie de 419 m². Acrílico sobre tela y vidrio sobre celotex y triplay.[43]

1958- 1959
- El arte escénico en la vida social de México. Vestíbulo del Teatro Jorge Negrete. Asociación Nacional de Actores, calle Altamirano 128. Tela de vidrio sobre triplay pintada con acrílico.[44]

1965- 1971
- La marcha de la humanidad. Polyforum Cultural Siqueiros, Insurgentes Sur y Filadelfia, antiguo parque de la Lama. Parte interior: 72 tableros de asbesto-cemento reforzados con bastidores angulares de hierro. Las esculto-pinturas fueron realizadas con láminas de acero troqueladas, moldeadas y soldadas. El exterior en forma dodecagonal fue revestido con lámina de asbesto - cemento y pintado con acrílico; superficie 2,166 m².[45]
- Homenaje a Diego Rivera, José Clemente Orozco, José Guadalupe Posada, Leopoldo Méndez y Gerardo Murillo (Dr. Atl), compuesto por cinco retratos de 4,6 m de altura en el muro que une la avenida Insurgentes con la calle Filadelfia, esculto-pintura realizada sobre láminas de acero y asbesto-cemento. Arquitectura de Guillermo Rosell de la Lama y Ramón Miguel Jáuregui.[46]

## La mirada al muralista
- Autorretrato de David Alfaro Siqueiros. La obra también se conoce con el título de El Coronelazo, apodo que Siqueiros recibió de un periodista a su vuelta de la guerra civil española -donde fue teniente coronel de la 46.ª y la 82.ª brigada del 8.º Ejército Republicano Español-, y que adoptó con gusto. La obra muestra la personalidad grandilocuente del pintor, impresión que se refuerza con el dinamismo del gesto representado.[47]
- Retrato de Angélica, 1947. La observamos sonriente a pesar de la profunda tristeza que delatan sus enormes ojos. Angélica fue esposa del pintor mexicano, que la conoció en Estados Unidos en 1932 tras su expulsión de México por violar el arraigo que se le había impuesto y que lo obligaba a permanecer en Taxco. Se casaron en 1937.[48]

"Yo por Yo" autorretrato, David Alfaro Siqueiros, 1956, dedicado a don Fernando Gamboa

- Nacimiento del fascismo. Al centro de la composición, sobre un mar turbulento flota una barcaza de tablas con un mástil y una vela sacudida por el viento. Encima de los tablones está pariendo, abrazada al mástil, la prostituta universal. El producto del parto es amorfo y sangrante. Arriba a la izquierda, sobre el agua y como si fuera espuma, navega a la deriva una cruz gamada, símbolo del nacionalsocialismo. En la parte superior derecha, sobre un montículo de arena, se observa un desarrollado complejo industrial que simboliza a la Unión Soviética: es la vanguardia, el socialismo y se encuentra alejado del oleaje que promete hacer naufragar al fascismo desde su gestación.[49]
- Muerte al invasor. Comienza 1941, esta obra de carácter “Oratoria Pictórica” de 249 m², donde se emplea como elemento plástico, piroxilina sobre masonite y celotex en bastidores metálicos móviles, pintada en dos muros unidos por un plafón abovedado en la biblioteca de la Escuela, con un estilo neobarroco expresionista, épico y dramático, la imagen de México y Chile en una resistencia contra la conquista Española, se muestra en este mural la semejanza que existe en la trayectoria histórica de ambos pueblos, con algunos personajes históricos de ambos países como, Cuauhtémoc, Caupolicán, Miguel Hidalgo, O'Higgins, Benito Juárez, Galvarino, Emiliano Zapata, Lautaro, José María Morelos y Pavón y Francisco Bilbao, rodeados de voraces conquistadores españoles.[50][51]
- El esclavismo. Representado por dos niños y algunos hombres y mujeres, simboliza el trabajo sin paga, el cual es de base económica, esta etapa de desarrollo es oscura por la gran miseria que la humanidad.
- Retrato de George Gershwin. Es un concierto de beneficencia que se llevó a cabo en el Metropolitan Opera House, en el que Gershwin dirigió Americano en París e interpretó como solista su propio concierto en fa mayor, este acontecimiento acudió como un recuerdo, el cual pidió a Siqueiros que realizara su retrato.[52]

- Madre campesina. No solo el trabajo noble, sino hasta la mínima expresión de la vida espiritual y física de nuestra raza brota de lo nativo (particularmente de lo indio), su admirable y extraordinariamente peculiar talento para crear belleza.

## Libros escritos por David Alfaro Siqueiros
- 1945, No hay más ruta que la nuestra: importancia nacional e internacional de la pintura mexicana moderna, el primer brote de reforma profunda en las artes plásticas del mundo contemporáneo.
- 1951, Como se pinta un mural", Ediciones Taller Siqueiros.
- 1960, La historia de una insidia: ¿Quiénes son los traidores a la Patria? Mi respuesta, Ed. Arte Público, México.
- 1962, La Trácala. Mi respuesta a un Gobierno-Fiscal-Juez.
- 1967, A un joven pintor mexicano: Ed: Empresas Editoriales.
- 1968, Esculto-Pintura: Cuarta etapa del muralismo en México.
- 1977, Me llamaban el coronelazo: Memorias de David Alfaro Siqueiros, Ed: Grijalbo.

## Véase también

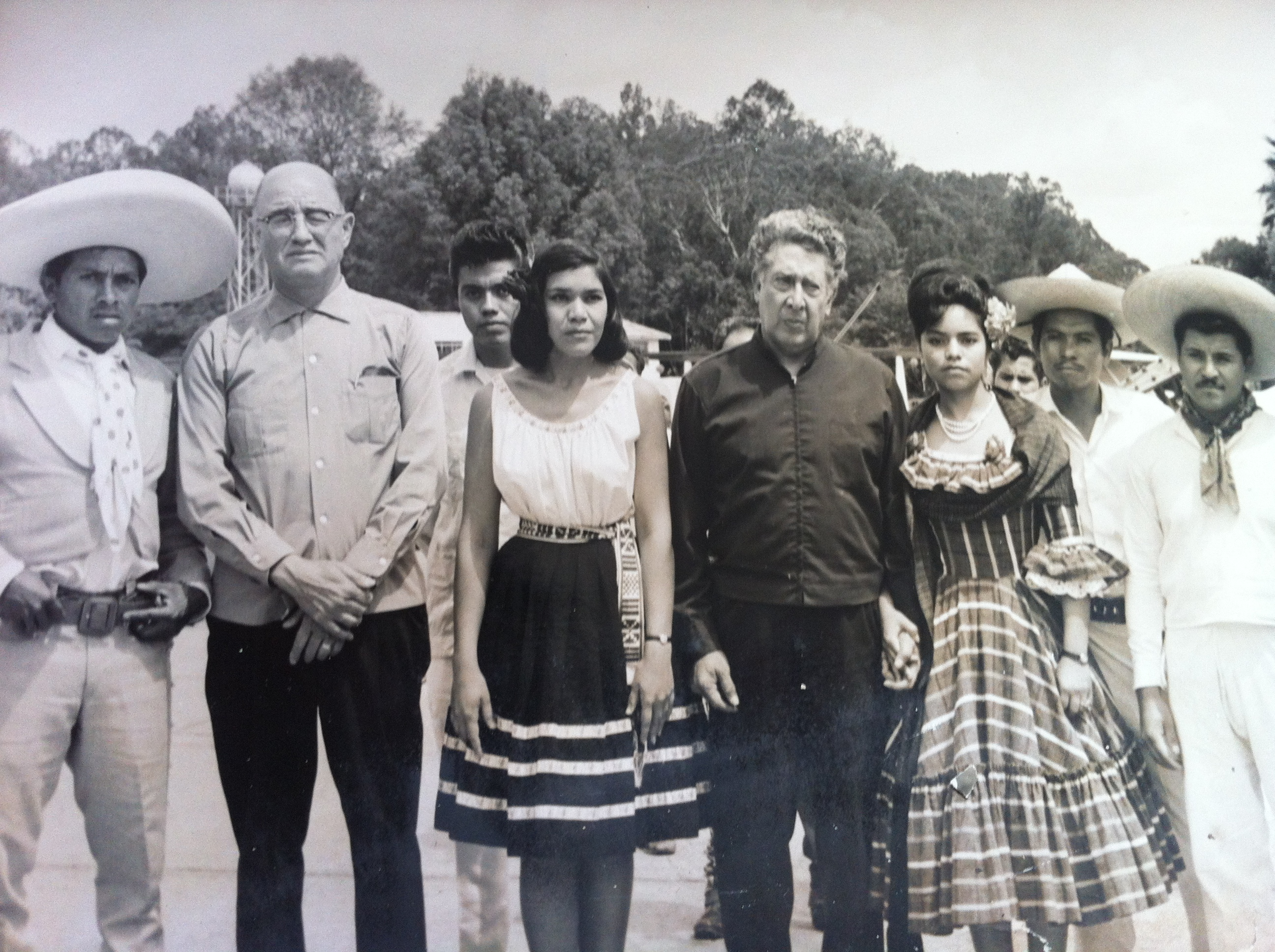
Siqueiros